# Le Plessier-Huleu
Le Plessier-Huleu település Franciaországban, Aisne megyében. Lakosainak száma 85 fő (2022. január 1.). Le Plessier-Huleu Oulchy-la-Ville, Oulchy-le-Château, Parcy-et-Tigny, Grand-Rozoy és Saint-Rémy-Blanzy községekkel határos.

## Népesség
A település népességének változása:
| Lakosok száma | 88   | 47   | 44   | 79   | 75   | 73   | 71   | 70   | 69   | 85   |
|               | 1968 | 1982 | 1990 | 2006 | 2013 | 2015 | 2017 | 2019 | 2020 | 2022 |